# Jošio Okada
Jošio Okada (11. srpen 1926 – 22. červen 2002) byl japonský fotbalista.

## Klubová kariéra
Hrával za Kwangaku Club, Rokko Club.

## Reprezentační kariéra
Jošio Okada odehrál za japonský národní tým v letech 1951–1954 celkem 7 reprezentačních utkání.

## Statistiky
| Japonsko | Japonsko | Japonsko |
| Roky     | Záp.     | Góly     |
| -------- | -------- | -------- |
| 1951     | 3        | 0        |
| 1952     | 0        | 0        |
| 1953     | 0        | 0        |
| 1954     | 4        | 0        |
| Celkem   | 7        | 0        |